# Abacoclytus
Abacoclytus, maleni rod kukaca kornjaša iz porodice Strizibuba (Cerambycidae), čija je domovina jedino u Kini. Prvo je otkrivena vrsta A. ventripennis i to još 1908. na području Yunnana, a rasprostranjena je u Yunnanu i Sechuanu. Druga vrsta A. felicisrosettae otkrivena je 1997. u Sechuanu.
Rod je opisan 1997. i klasificiran plemenu (tribusu) Clytini, dio potporodice Cerambycinae.

## Vrste
- Abacoclytus felicisrosettae Pesarini & Sabbadini, 1997
- Abacoclytus ventripennis (Pic, 1908)